# Sturnella
Sturnella es un género de aves paseriformes perteneciente a la familia Icteridae.

## Listado de especies
Según las clasificaciones del Congreso Ornitológico Internacional (IOC) y Clements Checklist, el género agrupa a las siguientes especies con el respectivo nombre popular de acuerdo con la Sociedad Española de Ornitología (SEO):
- Sturnella magna - pradero oriental;
- Sturnella neglecta - pradero occidental;
- Sturnella lilianae - pradero de Lilian.

Las especies abajo fueron transferidas para el género Leistes:
- Sturnella militaris - loica pechirroja;
- Sturnella superciliaris - loica cejiblanca;
- Sturnella bellicosa - loica peruana;
- Sturnella defilippii - loica pampeana;
- Sturnella loyca - loica común.